# رانيا يوسف
رانيا يوسف (1 ديسمبر 1973 -)، هي ممثلة مصرية، حاصلة على ليسانس آداب قسم اللغة الإنجليزية من جامعة القاهرة. بدأت بالظهور من خلال مجال الإعلانات، كان أول دور لها بمسلسل العقاب ثم دور أكبر بفيلم الناجون من النار عام 1994، ثم شاركت بمسابقة ملكة جمال مصر عام 1997 وحصلت على مركز الوصيفة الأولى. كان دورها في مسلسل عائلة الحاج متولي هو دورها الأول البارز أمام الجمهور.

## حياتها
والدها ضابط بينما والدتها تعمل مضيفة جوية، حصلت على شهادة الثانوية العامة من مدرسة سانت كلير وحصلت على ليسانس آداب قسم اللغة الإنجليزية من جامعة القاهرة. ثم بدأت حياتها المهنية بالعمل كعارضة أزياء والظهور في بعض الإعلانات.

### بدايتها في التمثيل 1993 - 2001
بدأت في أدوار صغيرة من خلال التلفزيون والسينما في عام 1993، كان أول دور لها بمسلسل «العقاب». قدمها المخرج علي عبد الخالق بدور أكبر من خلال فيلم «الناجون من النار» عام 1994. ثم شاركت في مسابقة ملكة جمال مصر عام 1997 وحصلت على مركز الوصيفة الأولى. وفي نفس العام شاركت في فيلم «دمي ودموعي وابتسامتي» مع الفنانة شريهان عن قصة الكاتب الكبير إحسان عبد القدوس وإخراج تيسير عبود، وبعدها منذ عام 1998 حتى عام 2001 شاركت بأدوار صغيرة في عدة أعمال فنية وهي «القلب يخطئ أحياناً» عام 1998، ومسلسل «خلف الأبواب المغلقة» وفيلم «النيل» عام 1999 وفيلم «الكاشي ماشي» عام 2000 ومسلسل «النساء قادمون» عام 2001.

### مرحلة التألق والنجومية 2001 - 2012
ظهر نجاحها في مسلسل «عائلة الحاج متولي» مع الفنان نور الشريف ومن إخراج محمد النقلي والذي شاركت فيه بدور عميق، حيث تمكنت من خلال دورها بالمسلسل أن تضع قدمها على سلم النجومية؛ والذي قد ساهم الكثير في انتشار اسمها ثم بعد ذلك شاركت في الكثير من الأعمال الفنية من أفلام ومسلسلات وسيت كوم.

### أزمة فيلم ركلام 2012
أصدرت رنيا يوسف الكثير من التصريحات حول نقدها لفيلم ركلام وللمخرج علي رجب؛ حيث بدأت الأزمة عندما شاهدت رانيا النسخة النهائية من الفيلم قبل عرضه بدور السينما ووجدت علي رجب حذف بعض من مشاهدها، واعتبرت نفسها ضيفة شرف على الفيلم لذلك رفضت تصوير أفيش الفيلم.
كما صرحت رانيا في بيان أنها لن تقاض رجب رغم تصرفاته المخالفة للتعاقد الذي كان بينها وبين الشركة المنتجة للفيلم. وقالت: «وضع اسم غادة عبد الرازق قبل اسمي على تتر الفيلم يخالف نص العقد الذي وقعته، وعلي مسؤول عن هذه المحاولة للإيقاع بيني وبين غادة".»

### من 2012 حتى الآن
قدمت تلك الفترة العديد من الأعمال الفنية السينمائية والتلفزيونية، حيث قدمت من الأفلام مثل «هو في كده» و«ريجاتا»؛ ومن المسلسلات مثل و«موجة حارة» و«نيران صديقة» و«السبع وصايا» و«عيون القلب»

### أزمة مهرجان القاهرة السينمائي 2018
تلقت رانيا يوسف هجمات إعلامية كبيرة في وسائل التواصل الاجتماعي بعد ظهورها في مهرجان القاهرة السينمائي 2018 بفستان وصف من البعض بأنه غير لائق. وقد حدّدت النيابة العامة المصرية جلسة 12 يناير 2019، لتبدأ محاكمتها أمام محكمة جنح الأزبكية بتهمة «الفعل العلني الفاضح والإساءة للمرأة المصرية» وهي تهمة فضفاضة، جرى التنازل عنها لاحقًا، وقد انتقدت الهيئة العامة للاستعلامات في مصر ما تعرّضت له الفنانة من تغطية إعلامية وُصِفت بأنها غير مهنية.

### حياتها الأسرية
تزوجت عدة مرات، كان آخرها من رجل الأعمال «طارق عزب» الذي انفصلت عنه سنة 2018. لديها ابنتين هما ياسمين ونانسي من زوجها الأول محمد مختار.

## أعمالها

### الأفلام
- 1993: المنسي
- 1994: الناجون من النار
- 1999: معتقل الحب
- 1999: Nile (فيلم ياباني)
- 2000: الكاشي ماشي المضيفات الثلاثة
- 2008: كباريه
- 2009: فخفخينو
- 2009: أعز أصحاب
- 2010: زهايمر
- 2011: واحد صحيح
- 2011: صرخة نملة
- 2012: ركلام
- 2012: حفلة منتصف الليل
- 2013: هو فيه كده
- 2015: من ضهر راجل
- 2015: ريجاتا
- 2017: ممنوع الاقتراب أو التصوير
- 2019: دكتور بسبس
- 2020: صندوق الدنيا
- 2020: دماغ شيطان
- 2020: أسوار عالية

### المسلسلات
- 1993: عروس البحر
- 1995: أقوى من الطوفان
- 1997: قلوب في العاصفة
- 1997: دمي ودموعي وابتسامتي
- 1997: بحار الغربة
- 1997: القنفد
- 1997: الحصيدة
- 1998: كوكي كاك (ج2)
- 1998: حب تحت الحراسة
- 1998: القلب يخطيء أحيانا
- 1998: العيش والملح
- 1999: خلف الأبواب المغلقة
- 2000: عندما تثور النساء
- 2001: عائلة الحاج متولي
- 2001: النساء قادمون
- 2002: انظر حولك وابتسم
- 2002: النجم الذي هوى
- 2003: فارس الرومانسية
- 2003: خان القناديل
- 2003: أمانة يا ليل
- 2004: بطة وأخواتها
- 2004: أوراق مصرية (ج3)
- 2004: القرار الأخير
- 2005: ينابيع العشق
- 2005: نعتذر عن هذا الحلم
- 2005: طعمية بالكافيار
- 2005: زهور شتوية
- 2005: الكلام المباح
- 2005: السيرة العاشورية: الحرافيش ج2
- 2005: الرقص مع الزهور
- 2006: على باب مصر
- 2006: تحياتي إلى العائلة الكريمة
- 2006: أولاد الغالي
- 2006: الجبل
- 2006: الإمام المراغي
- 2007: عمارة يعقوبيان
- 2007: سلطان الغرام
- 2007: ساعة عصاري
- 2007: العقاب
- 2007: أحلامك أوامر
- 2008: معكم على الهواء هايم عبد الدايم
- 2008: كلمة حق
- 2008: علي مبارك
- 2008: عاليها واطيها
- 2008: شط إسكندرية
- 2008: رمانة الميزان
- 2008: راجل وست ستات (ج4)
- 2008: بنات في الثلاثين
- 2008: الفنار
- 2008: العائد
- 2009: سمير وعيلته الكتير
- 2009: دموع في نهر الحب
- 2009: حكايات وبنعيشها: مجنون ليلى
- 2009: حرب الجواسيس
- 2009: الوتر المشدود
- 2010: مذكرات سيئة السمعة
- 2010: أيام الحب والشقاوة
- 2010: أهل كايرو
- 2010: الحارة
- 2012: خطوط حمراء
- 2013: نيران صديقة
- 2013: موجة حارة
- 2014: السبع وصايا
- 2014: الإخوة
- 2015: عيون القلب
- 2015: الصندوق الأسود
- 2015: الإخوة (ج2)
- 2015: أرض النعام
- 2016: ليلة
- 2016: سبع أرواح
- 2016: أفراح القبة
- 2018: واكلينها والعة
- 2018: كأنه إمبارح
- 2018: الدولي
- 2019-2022: الآنسة فرح
- 2020: واكلينها والعة (ج2)
- 2020: مملكة إبليس
- 2020: الحرامي
- 2021: اللعبة 2: ليفل الوحش
- 2021: ملوك الجدعنة
- 2021: وكل ما نفترق
- 2021: الحرامي 2
- 2022: منورة بأهلها
- 2022: شارع 9
- 2022: المماليك
- 2025: نص الشعب اسمه محمد

### المسلسلات الإذاعية
- 2017: البخيل هو أنا

## وصلات خارجية
- رانيا يوسف على موقع IMDb (الإنجليزية)
- رانيا يوسف على موقع قاعدة بيانات الأفلام العربية
- رانيا يوسف على موقع قاعدة بيانات الفيلم (الإنجليزية)